# LinTo
LinTo (acronimo di Lino Tonti) è un marchio motociclistico ideato dal tecnico Lino Tonti nel 1947. Non si trattava di una casa motociclistica nel senso comune del termine ma una sorta di laboratorio meccanico per sviluppare soluzioni tecniche innovative in ambito motociclistico.

## La storia

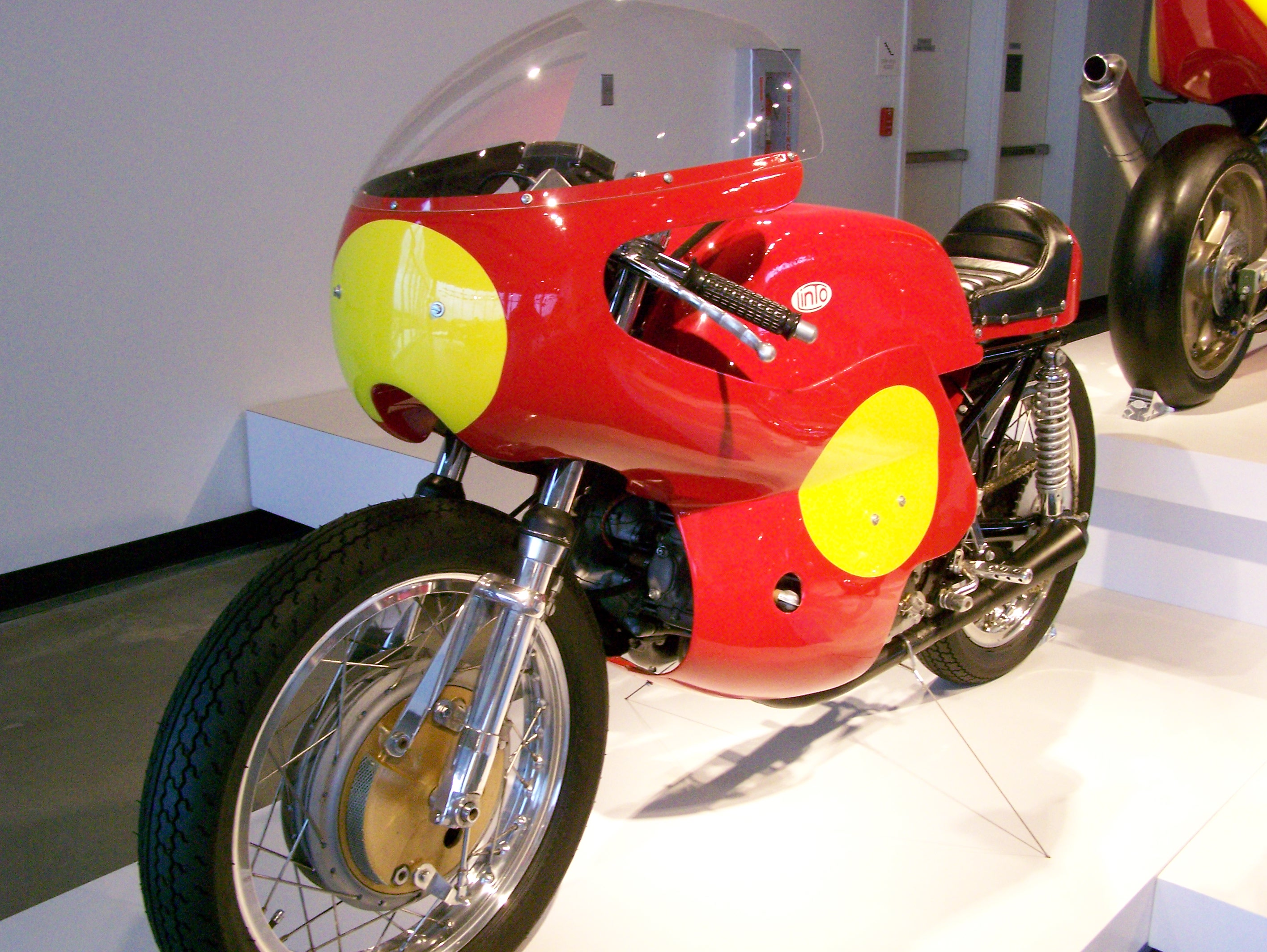
La LinTo 500 GP

L'idea del marchio venne a Tonti nell'immediato secondo dopoguerra, quando si verificò la necessità di dare un nome ad un prototipo di motoleggera da competizione realizzata in collaborazione con Alcide Biotti e Massimo Pasolini. La moto venne iscritta alle gare della Temporada Romagnola come LinTo 75 e si fece valere sui campi di gara, tanto da essere costruita in piccola serie su richiesta di alcuni piloti, tra i quali Enrico Molari.
In seguito, il marchio LinTo venne utilizzato per contrassegnare i prototipi di moto realizzati da Tonti che venivano così presentati alla stampa, allo scopo di trovarne lo sbocco produttivo dietro interessamento di importanti case motociclistiche, come nel caso della "LinTo Cigno" poi divenuta Aermacchi 125 N Cigno. Sempre in collaborazione con Aermacchi venne realizzato anche un telaio specifico per ottenere i record di velocità, la LinTo-Aermacchi Record.
Alla fine degli anni sessanta, con l'aiuto finanziario e operativo concessionario ed ex pilota varesino Giorgio Premoli, iniziò la produzione in piccola serie della LinTo 500 GP, una moto da competizione per piloti privati da impiegare nel motomondiale.
Con questa moto Alberto Pagani vinse il GP delle Nazioni a Imola nel 1969 e nello stesso anno lo svizzero Gyula Marsovszky conquistò il secondo posto nella classifica del Campionato Mondiale della classe 500.